# Michael Schmidt-Salomon
Michael Schmidt-Salomon (ur. 14 września 1967 w Trewirze) – niemiecki filozof, autor i działacz ateistyczny.
Schmidt-Salomon jest rzecznikiem założonej przez Herberta Steffena Fundacji Giordano Bruno, na której zlecenie napisał Manifest des evolutionären Humanismus (Manifest humanizmu ewolucyjnego) – Mowa na rzecz dominującej kultury na miarę naszych czasów. Sformułował w nim 10 Propozycji humanizmu ewolucyjnego jako alternatywę dla Dziesięciu Przykazań.

## Życie
Schmidt-Salomon wychował się w liberalno-katolickiej rodzinie w Trewirze. Studiował pedagogikę na Uniwersytecie w Trewirze, w 1992 r. zdobył dyplom pedagoga, a w 1997 r. tytuł dr filozofii za pracę Erkenntnis aus Engagemant (Poznanie jako efekt zaangażowania. Podstawy teorii neomodernizmu). Od 1992 r. do 2001 r. był pracownikiem naukowym i wykładowcą na uniwersytecie w Trewirze. W swej pracy koncentruje się na filozofii nauki, antropologii, estetyce, teorii społeczeństwa, futurologii, krytyce religii i ideologii oraz etyce praktycznej. Od 2002 r. jest docentem, m.in. w Institut D’Etudes Educatives et Sociales (IEES) w Luksemburgu.

## Działalność

### Krytyka religii
Od 2004 do 2006 r. Schmidt-Salomon był członkiem Zarządu Fundacji Giordano Bruno, a od 2006 r. jest jej rzecznikiem. W 2007 r. przewodził kampanii Centralnej Rady byłych Muzułmanów pod hasłem „Wyrzekliśmy się!”. Uważa się za członka ruchu The Brights.
W środowisku krytyków religijnych zdobył popularność dzięki swoim akcjom poruszającym opinię publiczną: w 1994 r. zakazany został w oparciu o § 166 Kodeksu Karnego (tzw. „Paragraf bluźnierczy”) jego musical Das Maria-Syndrom (Syndrom Maryjny), będący swego rodzaju uhonorowaniem amerykańskiego muzyka Franka Zappy. W 2005 r. był jednym z organizatorów oraz rzecznikiem akcji Religionsfreie Zone: Heidenspaß statt Höllenqual! (Strefa wolna od religii: Pogańska radość z życia zamiast piekielnych mąk!), będącej odpowiedzią na katolickie Światowe Dni Młodzieży 2005 w Kolonii. Schmidt-Salomon walczy o zniesienie nauczania religii w szkołach publicznych. Po odrzuceniu religii jako przedmiotu dowolnego w przeprowadzonym w 2009 r. referendum w Berlinie, Schmidt-Salomon wezwał do przyjęcia berlińskiego modelu w pozostałych Landach. „W referendum berlińskim zwyciężył rozsądek. […] Berlińczycy opowiedzieli się za rozwiązaniem na miarę naszych czasów,” powiedział Schmidt-Salomon.

### Działalność wydawnicza
Schmidt-Salomon był w latach 1999–2007 redaktorem naczelnym czasopisma MIZ, Materialien und Informationen zur Zeit (ateistyczny kwartalnik polityczny wydawany w Niemczech od 1972 r. przez wydawnictwo Alibri-Verlag w Aschaffenburgu, wydające także inne jego publikacje.) Od 2006 r. pisze artykuły dla Humanistycznej Agencji Prasowej (Humanistischer Pressedienst).

### Książki dla dzieci i młodzieży
Jesienią 2007 r. ukazała się ilustrowana przez Helge Nyncke książeczka dla dzieci Wo bitte geht’s zu Gott? fragte das kleine Ferkel (Którędy do Boga? – pytał mały prosiaczek), o mocno krytycznym podejściu do religii. W grudniu 2007 r. niemieckie Ministerstwo do Spraw Rodziny złożyło wniosek o umieszczenie książki na indeksie publikacji zagrażających rozwojowi dzieci i młodzieży, gdyż „zawiera ona treści, mogące przyczynić się do społeczno-etycznej dezorientacji dzieci i młodzieży”. Również wiara żydowska traktowana jest w niej zdaniem Ministerstwa z pogardą, co miałoby wskazywać na tendencje antysemickie. 6 marca 2008 r. Urząd Ochrony Dzieci i Młodzieży podanie ministerstwa odrzucił.
Biskup regensburski Gerhard Ludwig Müller, w reakcji na książkę, nazwał Schmidt-Salomona w kazaniu wygłoszonym 25 maja 2008 r. „umysłowym furiatem, stawiającym wierzących na równi ze świniami i opowiadającym się za mordowaniem dzieci”. Po wniesieniu pozwu o zaniechanie przeciwko Kurii Biskupiej opublikowane w internecie kazanie zastąpiono łagodniejszą wersją, przy czym Kuria powołała się na wolność słowa kaznodziei. Schmidt-Salomon wniósł pozew przeciwko biskupowi w sprawie obraźliwych i niezgodnych z prawdą sformułowań. Sąd pierwszej instancji odrzucił pozew z przyczyn formalnych. Bawarski Administracyjny Sąd Najwyższy cofnął w apelacji decyzję sądu pierwszej instancji i obciążył Kurię kosztami postępowania. Schmidt-Salomon uważa decyzję Sądu Najwyższego za precedensową. „Sąd podkreślił wyraźnie, że Kościół nie jest obszarem wyjętym spod prawa. Biskupi są tak samo zobowiązani do rzetelności i prawdy, kiedy wypowiadają się na temat ludzi wyznających inne poglądy. Być może Müller i inni biskupi zrozumieją kiedyś, że przed potępieniem książki na niedzielnym kazaniu należałoby ją najpierw przeczytać.”
W książeczce Die Geschichte vom frechen Hund (Historia bezczelnego pieska), przeznaczonej dla dzieci w wieku od 3 do 5 lat, autor próbuje przekonać dzieci, że zachowania prospołeczne okazują się nader rozsądne, i że ważne jest mieć przyjaciół. Ponieważ książka nie posługuje się pojęciami winy i wyrzutów sumienia, może okazać się szczególnie pomocna dla rodziców o nastawieniu świeckim, którzy pragną wychowywać dzieci bez odnoszenia się do tych religijnie uwarunkowanych idei.
Z okazji 200. rocznicy urodzin Darwina w 2009 r. ukazała się książka Susi Neunmalklug erklärt die Evolution (Zuza Mądrala objaśnia ewolucję), „dowcipne, przemądrzałe wprowadzenie do teorii ewolucji dla młodych czytelników.

### Inne
Schmidt-Salomon był oficjalnym sponsorem demonstracji „Wolność zamiast strachu” z 2008 r.

## Nagrody i wyróżnienia
Schmidt-Salomon został za swą działalność wielokrotnie odznaczony. W 1998 r. otrzymał „Nagrodę Etyczną” czasopisma Deutsches Allgemeines Sonntagsblatt; w 2001 r. razem z Elke Held otrzymał Nagrodę Multimedialną Landu Rheinland-Pfalz za projekt Porta-L prowadzonej wtedy wspólnie agencji marketingowej; w 2004 r. dostał nagrodę Ernst-Topitsch Fundacji Kelmann – Humanizm i Oświecenie w wysokości 2000 Euro za „szczególne dokonania w dziedzinie krytyki religii i ideologii”. 4 listopada 2019 Schmidt-Salomon został uhonorowany doktoratem honoris causa Uniwersytetu Technicznego w Libercu (Czechy).

## Dzieła
- Anleitung zum Seligsein (Jak zostać błogosławionym). Jacques Tilly (karykatury). Aschaffenburg: Alibri, 2011. ISBN 978-3-86569-068-5. Brak numerów stron w książce
- Leibniz war kein Butterkeks. Den großen und kleinen Fragen der Philosophie auf der Spur (Leibniz nie był maślanym ciasteczkiem.). Lea Salomon (córka autora, współautorka). München: Pendo, 2011. ISBN 978-3-86612-280-2. OCLC 711875230. Brak numerów stron w książce
- Jenseits von Gut und Böse. Warum wir ohne Moral die besseren Menschen sind. (Poza dobrem i złem). München-Zürich: Pendo, 2009. ISBN 3-86612-212-8. Brak numerów stron w książce
- Susi Neunmalklug erklärt die Evolution: Ein Buch für kleine und große Besserwisser (Zuza Mądrala objaśnia ewolucję). Helge Nyncke (ilustracje). Aschaffenburg: Alibri, 2009. ISBN 978-3-86569-053-1. Brak numerów stron w książce
- Die Geschichte vom frechen Hund: Warum es klug ist, freundlich zu sein (Historia bezczelnego pieska). Helge Nyncke (ilustracje). Aschaffenburg: Alibri, 2008. ISBN 3-86569-041-6. Brak numerów stron w książce
- Auf dem Weg zur Einheit des Wissens. Die Evolution der Evolutionstheorie und die Gefahren von Biologismus und Kulturismus. Aschaffenburg: Alibri, 2007. ISBN 3-86569-200-1. Brak numerów stron w książce
- Wo bitte geht’s zu Gott? fragte das kleine Ferkel. Ein Buch für alle, die sich nichts vormachen lassen (Którędy do Boga? – pytał mały prosiaczek). Helge Nyncke (ilustracje). Aschaffenburg: Alibri, 2007. ISBN 978-3-86569-030-2. Brak numerów stron w książce
- Die Kirche im Kopf. Von „Ach Herrje!” bis „zum Teufel!” (Kościół w głowie). Carsten Frerk (współautor). Aschaffenburg: Alibri, 2007. ISBN 978-3-86569-024-1. Brak numerów stron w książce
- Manifest des evolutionären Humanismus. Plädoyer für eine zeitgemäße Leitkultur (Humanizm ewolucyjny – Dlaczego możliwe jest dobre życie w złym świecie). Aschaffenburg: Alibri, 2006. ISBN 978-3-86569-011-1. Brak numerów stron w książce[15].
- Stollbergs Inferno. (Piekło Stolberga). Aschaffenburg: Alibri, 2003. ISBN 978-3-932710-49-0. Brak numerów stron w książce
- Erkenntnis aus Engagement. (Poznanie jako efekt zaangażowania – debata na temat kształtowania przyszłości). Aschaffenburg: Alibri, 1999. ISBN 978-3-932710-60-5. Brak numerów stron w książce